# Ziyoda
Ziyoda O’tkirovna Qobilova (Tasjkent, 7 januari 1989) is een Oezbeekse zangeres. 

## Muziek
Haar liedjes zijn een mix tussen westerse en Arabische popmuziek. 
Ze is naast zangeres, ook filmactrice. 
Ze werd in het buitenland vooral bekend door haar cover van het winnende Songfestivalnummer Wild Dances van Ruslana uit 2004. In Oezbekistan werd ze genomineerd voor de titel 'Beste vrouwelijke zanger van het jaar' in 2007.
- Library of Congress Control Number: no2016057748
- Virtual International Authority File: 30146332829918730068
- WorldCat: E39PBJwD3txqWymWJdgG9bqfbd